# Wolfram Scheller
Wolfram Scheller (* 1975 in Berlin) ist ein deutscher Schauspieler und Regisseur. Er absolvierte seine Schauspielausbildung von 1998 bis 2002 an der Hochschule für Schauspielkunst Ernst Busch und lebt in Berlin. Wolfram Scheller ist auch als Schauspieldozent tätig (Max-Reinhardt-Seminar, Hochschule für Musik und Theater Leipzig, Theaterakademie Vorpommern).

## Filmografie
- 2001: Beinahe glücklich
- 2003: Weiland unter die Erde bringen
- 2007: Schlussmachen von A–Z
- 2008: Triggerpark (Kurzfilm)

## Theater (Regie)
- 2016: Heinrich von Kleist: Der zerbrochne Krug (Lehnschulzenhofbühne Viesen)